# Hylomys
Hylomys és un gènere de la família dels erinacèids. Conté vuit espècies vivents de gimnurs. Els seus parents més propers, tots fòssils, inclouen el lantanoteri i Thaiagymnurus.
El gènere s'estén per l'est d'Àsia.
El 2014, Bànnikova et al. proposaren traslladar el gimnur orellut al seu propi gènere, Otohylomys, i la seva pròpia tribu, Otohylomyini. Tanmateix, aquesta classificació no ha estat acceptada ni per la Unió Internacional per a la Conservació de la Natura (UICN) ni per altres autoritats.